# Eduard Artemjev
Eduard Nikolajevitj Artemjev (ryska: Эдуард Николаевич Артемьев), född 30 november 1937 i Novosibirsk, död 29 december 2022 i Moskva, var en rysk kompositör av elektronisk musik och filmmusik. Han blev bland annat känd för sina samarbeten med regissörerna Andrej Tarkovskij, Nikita Michalkov och Andrej Kontjalovskij.

## Filmografi i urval
- Förgyllda huvuden (1971)
- Solaris (1972)
- Vän bland fiender (1974)
- Spegeln (1975)
- Kärlekens slaveri (1976)
- Ofullbordat stycke för mekaniskt piano (1977)
- Poloska neskosjennych dikich cvetov (1979)
- Stalker (1979)
- Oblomov (1980)
- Sången om Sibirien (1980)
- Aleksandr Malenkij (1982)
- Springpojken (1987)
- Den innersta kretsen (1992)
- Urga – kärlekens tecken (1991)
- Brända av solen (1994)
- Odysséen (1997)
- Barberaren i Sibirien (1999)
- Brända av solen 2 (2010)
- Legenda № 17 (2013)
- Belyje notji potjtalona Alekseja Trjapitsyna (2014)